# ماري إليزابيث ويلسون شيروود
ماري إليزابيث ويلسون شيروود (بالإنجليزية: Mary Elizabeth Wilson Sherwood)‏ هي كاتِبة أمريكية، ولدت في 27 أكتوبر 1826، وتوفيت في 12 سبتمبر 1903.